# Притворство (телесериал)
«Притворство» (англ. The Act (вариант перевода ― «Акт») ― американский криминальный мини-сериал, состоящий из восьми эпизодов и основанный на реальных событиях. Премьера состоялась на телеканале Hulu 20 марта 2019 года. В основу сюжета сериала легла история жизни Джипси Роуз Бланчард и убийства её матери Ди Ди Бланчард, подозреваемой в жестоком обращении с дочерью путем фабрикации болезней и инвалидности как прямого следствия делегированного синдрома Мюнхгаузена. Джоуи Кинг исполнила роль Джипси, а Патрисия Аркетт сыграла её мать, Ди Ди Бланчард. Во второстепенных ролях снялись Анна-София Робб, Хлоя Севиньи и Келам Уорти.
На 71-й церемонии вручения премий «Эмми» Аркетт победила в категории «Лучшая актриса второго плана в мини-сериале», а Кинг получила номинацию как «Лучшая актриса в мини-сериале».

## Сюжет
Литературной основной мини-сериала послужила статья журналистки Мишель Дин 2016 года «Ди-Ди хотела, чтобы её дочь заболела, а Джипси хотела, чтобы её мать убили».
Сериал рассказывает историю Джипси Бланчард (Джоуи Кинг), которая из-за болезни передвигается в инвалидном кресле. Когда она взрослеет, отношения с чрезмерно опекающей её матерью (Патриция Аркетт) начинают портиться, поскольку Джипси всё больше отстаивает свою независимость. Она бунтует, когда Ди Ди, посвятившая всю жизнь заботе о дочери, становится всё более контролирующей и жестокой.
Джипси обнаруживает множество секретов в своей жизни. Её мать Ди-Ди успешно обманывала не только Джипси, но и свою семью, друзей и медицинских работников, заставляя их поверить, что её дочь серьёзно больна. Предполагается, что Ди Ди страдает от делегированного синдрома Мюнхаузена ― психического заболевания, при котором ухаживающий преувеличивает или симулирует болезнь другого человека.

## В ролях
- Патрисия Аркетт ― Клодин «Ди Ди» Бланчард.
- Джоуи Кинг ― Джипси Роуз Бланчард, дочь Ди Ди, страдающая от гиперопеки матери, а также якобы от различных заболеваний: от лейкемии до диабета. Вынуждена передвигаться в инвалидной коляске, при этом умея передвигаться самостоятельно.
- Анна-София Робб ― Лэйси, доброжелательная молодая соседка Бланчардов.
- Хлоя Севиньи ― Мел, мать Лэйси, которая настроена против Ди Ди.
- Келам Уорти ― Ник Годижон, пользователь сайта знакомств, ставший любовным интересом Джипси.

### Второстепенный состав
- Денитра Ислер ― Шелли, соседка, которая дружит с Бланчардами, Мел и Лейси.
- Рэйчел Тикотин ― детектив Джина Флорес.
- Стив Коултер ― доктор Эван Харли.

### Приглашённые актёры
- Пурна Джаганнатан ― доктор Лакшми Чандра.
- Дин Норрис ― Расс, мужчина в образе Росомахи, с которым Ди Ди знакомится на конвенте в 2011 году.
- Джо Типпетт[англ.] — Скотт, мужчина в образе Росомахи, с которым Джипси знакомится на конвенте в 2011 году.
- Марго Мартиндейл — Эмма Бланчард, мать Ди Ди и бабушка Джипси.
- Рэй Сихорн — Джанет, двоюродная сестра Ди Ди.
- Джульетт Льюис — Кэти Годиджон, мать Ника.
- Джон Алес[англ.] — Вэнс Годиджон, отец Ника.
- Адам Аркин — детектив из Спрингфилда, штат Миссури, который выслеживает Джипси и Ника в Висконсине и допрашивает Джипси после ареста.

## Список серий
| № | Название                               | Режиссёр              | Автор сценария                      | Дата премьеры  |
| --- | -------------------------------------- | --------------------- | ----------------------------------- | -------------- |
| 1 | «Дом мечты» «La Maison du Bon Reve»    | Лор де Клермон-Тоннер | Ник Антоска и Мишель Дин            | 20 марта 2019  |
| В 2008 году Ди Ди Бланчард и её дочь Джипси приезжают в новый дом в Спрингфилде, штат Миссури, лишившись предыдущего дома, разрушенного ураганом «Катрина» в 2005 году. Джипси чувствует себя одинокой из-за множества проблем со здоровьем, но вскоре она заводит дружбу с Лейси, девочкой-подростком из дома напротив. Мэл (мать Лейси) видит, как Ди Ди и Джипси крадут ожерелье в торговом центре. Позже, намереваясь купить молчание Мэл, Ди Ди устраивает вечеринку с гамбо у себя дома, приглашая всех соседей. Когда Ди Ди делится с Мэл проблемами воспитания дочери в одиночку, она видит, как Джипси ест глазурь с кекса, и немедленно отвозит её в больницу, утверждая, что у Джипси аллергия на сахар. Мэл сочувствует трудностям Ди Ди, и в тот же вечер они мирятся. В больнице Джипси слышит, как врач говорит её матери, что у неё нет аллергии на сахар. В тот же вечер она идет на кухню и ест взбитые сливки, ожидая, не появится ли у нее хоть один из симптомов анафилактического шока, которыми пугала её мать. Выясняется, что Ди Ди солгала ей. Когда Джипси возвращается в постель, она видит, что её мать не спит, и врёт, что хотела пить. Джипси снова ложится спать, а Ди Ди надевает на неё кислородную маску. 14 июня 2015 года полиция находит Ди Ди убитой, в то время как Джипси пропала. |                                        |                       |                                     |                |
| 2 | «Зубы» «Teeth»                         | Лор де Клермон-Тоннер | Дэн Дитц                            | 20 марта 2019  |
| В 2009 году Джипси начинает тайком есть по ночам сладости и просматривать видео с уроками макияжа. Во время визита к стоматологу Джипси удаляют все зубы, так как они сгнили от лекарств, которые давала ей Ди Ди. Расстроенная Джипси не хочет посещать церемонию вручения ей награды «Ребёнок года», на которую её номинировала мать, но Ди Ди заставляет её пойти и в последний момент выдает ей съёмные зубные протезы. Доктор Лакшми Чандра, новый врач, у которого наблюдается Джипси, подозревает, что её медицинские записи не соответствуют действительности, и начинает связываться с другими больницами. Доктор сообщает о ситуации с Джипси в службу защиты детей; визит инспектора приводит Ди Ди в ужас, и она дает Джипси снотворное, из-за чего та выглядит дезориентированной во время разговора с социальным работником. Полагая, что это Мэл донесла о Джипси, Ди Ди вступает с ней в конфликт. Мэл категорически отрицает свою причастность и заверяет Ди Ди, что она хорошая мать. В наши дни Лейси рассказывает матери и полиции о то, что у Джипси был секретный аккаунт на Facebook, который она использовала для романтических отношений с молодыми людьми и, возможно, у Джипси был парень, причастный к убийству Ди Ди и её собственному исчезновению. |                                        |                       |                                     |                |
| 3 | «Две Россомахи» «Two Wolverines»       | Адам Аркин            | Робин Вейт                          | 27 марта 2019  |
| В 2011 году Ди Ди и Джипси посещают фестиваль Фаноптикон, где каждая из них привлекает мужчин в костюмах Росомахи. Джипси увлекается парнем по имени Скотт, а мужчина по имени Расс проявляет интерес к Ди Ди. Джипси крадет деньги Ди Ди, отложенные на чёрный день, и покупает телефон, чтобы иметь возможность переписываться со Скоттом, а также создает тайный аккаунт на Facebook. Она узнаёт, что мать солгала на фестивале о её возрасте, заявив, что ей пятнадцать лет (родилась в 1995 году), но в свидетельстве о рождении указано, что Джипси родилась в 1991 году. Скотт попадает в больницу, и Джипси навещает его в рыжем парике, который Скотт купил для неё (как отсылку к Джин Грей). Предварительно Джипси оставляет записку своей маме, в которой говорит, что уезжает, чтобы выйти замуж за своего прекрасного принца, с подписью «твоя девятнадцатилетняя дочь». Джипси отправляется в дом Скотта, куда позже заявляется Ди Ди и угрожает ей устроить сцену, если она не пойдет с ней, а также говорит Скотту, что Джипси 14 лет. Когда они приезжают домой, Джипси пугает сердитый взгляд матери, которая заставляет её выехать из машины в инвалидном кресле. |                                        |                       |                                     |                |
| 4 | «Не выходи» «Stay Inside»              | Кристина Чоу          | Мишель Дин                          | 3 апреля 2019  |
| В 2013 году у Джипси возникает интерес к сексу: она наблюдает за молодым газонокосильщиком и начинает интересоваться свиданиями, когда Лейси рассказывает ей о своем новом парне. Ди Ди хочет получить законное опекунство над Джипси, но это непростая задача, так суд должен признать Джипси недееспособность. У Ди Ди диагностируют диабет, и когда ей становится плохо в торговом центре, Джипси без ведома матери покупает ноутбук. Она создает аккаунт на христианском сайте знакомств (тот же самый, который использовала Лейси), где знакомится с Ником Годжоном, который утверждает, что страдает раздвоением личности и у него есть тёмная сторона. Ди Ди заставляет Джипси подписать доверенность, обещая Джипси, что сможет защитить её и что она не попадет в тюрьму из-за совершенных краж (поскольку ей уже исполнилось 18 лет, и она может столкнуться с юридическими последствиями как совершеннолетняя). Со временем Ник и Джипси хорошо ладят друг с другом, и Ник знакомит её с БДСМ. На следующее утро Джипси засыпает с ноутбуком, и когда Ди Ди находит его, то разбивает компьютер молотком; в ответ Джипси заявляет, что просто купит новый. Ди Ди пытается связать ей руки, но Джипси освобождается и плюет в Ди Ди. Несмотря на возможность уйти, Джипси остаётся с матерью и заботится о ней. Позже тем же вечером Джипси пишет Нику о своем уничтоженном ноутбуке. Ник обещает найти способ защитить её. В ответ Джипси спрашивает: «От кого угодно?» |                                        |                       |                                     |                |
| 5 | «План «Б»» «Plan B»                    | Стивен Пит            | Ник Антоска и Лиза Лонг             | 10 апреля 2019 |
| В 2015 году Джипси и Ник планируют встретиться лично и надеются получить одобрение Ди Ди. На следующий день Ди Ди и Джипси идут в кино и смотрят «Золушку», но Ди Ди напугана Ником, который преследует их в кинотеатре. Джипси и Ник впервые занимаются сексом в туалете. Когда Джипси и Ди Ди возвращаются домой, Ник звонит и говорит Ди Ди, что они с Джипси любят друг друга уже несколько лет. Ди Ди привязывает руки Джипси к кровати. После провала первоначального плана Джипси говорит Нику, что ей нужен Виктор (тёмная сторона Ника), чтобы убить её мать, потому что она не может сделать это в одиночку, и он соглашается. Джипси покупает рыбацкий нож и начинает собирать вещи, когда получает сообщение от Ника о том, что он приехал. |                                        |                       |                                     |                |
| 6 | «Дивный новый мир» «A Whole New World» | Лор де Клермон-Тоннер | Хизер Мэрион                        | 17 апреля 2019 |
| После убийства Ди Ди Джипси и Ник находятся в бегах. Во флэшбэках показано, что в молодости у Ди Ди были нездоровые отношения с собственной матерью Эммой и разные представления о воспитании Джипси. Когда Джипси было два года, Ди Ди арестовывают за мошенничество с чеками, и она попадает в тюрьму на шесть месяцев, а заботу о Джипси берет на себя её мать. После возвращения домой Ди Ди даёт Джипси ибупрофен, утверждая, что у неё якобы жар. В наши дни Джипси расстраивается, когда узнает, что Ник купил только один обратный билет в родной город, поэтому им придется ждать два дня, чтобы уехать. Когда Джипси исполняется шесть лет, здоровье Эммы ухудшается, но Ди Ди не заботится о матери, и та умирает. После смерти Эммы Ди Ди обнаруживает, что Эмма так и не отдала письма, которые Ди Ди писала Джипси, находясь в тюрьме. Джипси падает с батута, и когда они возвращаются из больницы, Ди Ди усаживает дочь в инвалидное кресло. В настоящем времени Джипси уезжает с Ником в Висконсин. |                                        |                       |                                     |                |
| 7 | «Бонни и Клайд» «Bonnie & Clyde»       | Ханна Фидель          | Дэн Дитц и Робин Вейт               | 24 апреля 2019 |
| Джипси рада находиться с Ником в Висконсине, но их новая жизнь не похожа на ту счастливую жизнь, которую она себе представляла. Джипси видит, что мать Ника Кэти и его отец Вэнс не заботятся о нём так же, как Ди Ди заботилась о ней. Поскольку в доме не хватает еды, В супермаркете Джипси первая притворяется, что у неё повреждено колено, что дает ей возможность воспользоваться электроскутером и украсть картофельное пюре, пока Ник отвлекает работника. Поскольку тело Ди Ди еще не найдено, она и Ник публикуют в Facebook комментарии об убийстве. Лейси видит эти сообщения и немедленно связывается с Мэл. Однако Ник и Джипси забывают отключить геолокацию, в результате чего местная полиция той же ночью устраивает рейд на дом Годиджонов. Пару допрашивают по отдельности. Ник признает свою вину и говорит, что сделал это, потому что любит Джипси. Выясняется, что в 2013 году он был обвинён за мастурбацию в ресторане McDonald's на протяжении 9 часов во время просмотра порно. Джипси утверждает, что не знала, что Ник собирался убить Ди Ди. Лейси и Мэл видят Джипси по телевизору и потрясены тем, что она может ходить. Начинается суд над Джипси. Она рыдает, услышав, что ей грозит пожизненное заключение или смертная казнь, если она будет признана виновной в убийстве Ди Ди. |                                        |                       |                                     |                |
| 8 | «Свобода» «Free»                       | Стивен Пит            | Ник Антоска, Мишель Дин и Лиза Лонг | 1 мая 2019     |
| Джипси старается избежать казни и оправдывает свои действия, а Мел и Лейси понимают, что за закрытыми дверями у соседей творилось неладное. Адвокат Джипси заявляет, что она должна доказать штату Миссури свою невиновность, иначе ей грозит смертный приговор, и поручает ей предоставить все имеющиеся медицинские записи с момента рождения. Джипси звонит Лейси и просит навестить её, но Лейси отказывается. Джипси обращается к отцу, чтобы тот раздобыл медкарты. Когда в тюрьму приезжает Род Бланшар, отец Джипси и бывший муж Ди Ди, Джипси выходит из себя, считая, что он никогда не любил её и не хотел быть в её жизни, однако он показывает ей счастливые фотографии, на которых они вместе, когда она была маленьким ребенком. Адвокат Джипси просит судью выделить дело Джипси в отдельное судопроизводство от Ника, так как у обоих были разные мотивы убийства. Ходатайство удовлетворяется, что расстраивает Ника, поскольку он совершил преступление только для того, чтобы быть с Джипси. Вместо Лейси в тюрьму прибывает Мел, которая сообщает Джипси, что они с Лейси решили не поддерживать отношения с Джипси. Во флэшбэке ночи убийства Ди Ди показан последний разговор Джипси с матерью, в котором она вспоминает, как в детстве испугалась испанского мха, напоминающего призраков, а Ди Ди сказала ей смотреть на звезды, так как это ангелы, которые заботятся о них. Когда Ди Ди ложится спать, Джипси впускает Ника и тот убивает Ди Ди ножом, пока Джипси прячется в ванной. После этого они занимаются сексом и покидают дом. В финале Джипси склоняет голову на плечо Ди Ди в своей тюремной камере, считая, что она всё ещё любит свою мать. В титрах сообщается, что в настоящее время Джипси отбывает 10-летний срок и хочет после освобождения завести семью. Ник отбывает пожизненное заключение без права досрочного освобождения. |                                        |                       |                                     |                |

## Производство

### Кастинг
Роль Джипси Роуз получила актриса Джоуи Кинг, которая специально для съёмок побрила голову налысо. Анна-София Робб получила роль персонажа по имени Лэйси, основанного на Алии Вудманси, соседке семьи Бланчард и подруге Джипси. Роль матери Лэйси отошла к Хлое Севиньи. 2 октября 2018 года стало известно, что Келам Уорти сыграет одну из центральных ролей.

### Съёмки
Основная часть съёмок проходила с октября 2018 по февраль 2019 в штате Джорджия.

## Реакция
«Притворство» получило высокие отзывы от критиков. На сайте Rotten Tomatoes сериал получил рейтинг 91 %. На Metacritic сериал оценили на 74 балла из 100 на основе 16 рецензий.
Настоящая Джипси Роуз Бланчард была разгневана сериалом, основанном на её преступлении, хотя и не смогла его посмотреть из-за правил тюремного заключения.